# 漫画少年
『漫画少年』（まんがしょうねん）は、1947年（昭和22年）12月から1955年（昭和30年）10月にかけて学童社から月刊で発行されていた日本の漫画雑誌。昭和23年1月号から昭和30年10月号まで増刊号を含め、計101号が刊行された。

## 概要
学童社は、戦前『少年倶楽部』の名編集長と謳われながらも、戦後の公職追放で講談社を退社した加藤謙一が独力で起こした出版社である。『漫画少年』は創刊時は加藤自らが編集長を務めていた。その後占領が解除されてから、1952年に加藤謙一は講談社に顧問として復帰したため、編集長は『少年倶楽部』で加藤謙一の後任であった須藤憲三や加藤謙一の次男である加藤宏泰ら数人が歴任した。ただし、会社設立や創刊の経緯から、休刊に至るまで加藤謙一の作った方針が大きく変わることはなかった。
漫画のみならず小説・読み物が充実していたのが特徴で（注：当時の雑誌は漫画は掲載されていても全体の頁数に占める割合は少なかった）、手塚治虫、田河水泡、島田啓三、原一司、長谷川町子、福井英一、石森章太郎、うしおそうじなどの連載漫画の他、佐藤紅緑、池田宣政、吉川英治、菊池寛、下村湖人、西條八十などの文章も多く掲載していた。
創刊3号目から漫画の投稿コーナーを設けて入選した作品を掲載。後に手塚治虫が投稿作品を講評するようになり、漫画界への登竜門的存在となり、プロの漫画家を夢見るアマチュアが多く投稿を寄せた。その一方、戦前の貸本漫画家も変名で投稿していたのが確認されている。なお、同コーナーは選外佳作でも投稿者の名前が掲載されるシステムを取っていたことから、アマチュア同士で横のつながりもできたのが特徴でもあり、東日本漫画同好会などが結成されるなど、この一種の同人路線は後の『COM』にも受け継がれた。後の1976年に創刊された朝日ソノラマ社の『マンガ少年』の誌名は本誌へのオマージュである。
投稿欄の担当は後に寺田ヒロオに代わり、寺田はこの投稿欄で優秀な成績を上げることをトキワ荘に漫画家を入居させる条件の一つにしていた。
雑誌の人気は手塚治虫の『ジャングル大帝』が連載されていた1950年から1954年までがピークで、以後は他の漫画誌の後塵を拝する形となり、他誌が競い合った附録もつける余裕がなかった。漫画に対する悪書追放運動も劣勢に拍車をかけた。原稿料を滞納したことで連載作家が離れる事態も起き、末期には投稿欄だけが活発な「漫画マニアたちの"同人誌"」といった状況であったとされる。1955年9月16日に学童社は倒産して本誌は廃刊となった。
晩年の手塚治虫は、「トキワ荘に流れるバックボーンがあるとすれば加藤謙一イズムであり、『漫画少年』には戦前の漫画が持っていた良質なアカデミックさが受け継がれていた」と発言。実際に、トキワ荘グループの代表的な漫画家であった寺田ヒロオは、『漫画少年』掲載の代表作品および投稿作品の一部復刻、漫画家など関係者らの寄稿文、全号の総目次を載せた書籍『『漫画少年』史』を1981年に出版している。

### 創刊のことば
```
漫画は子供の心を明るくする

漫画は子供の心を楽しくする

だから子供は何より漫画が好きだ

「漫画少年」は、子供の心を明るく楽しくする

本である

「漫画少年」には、子供の心を清く正しくそだ

てる小説と讀物がある

どれもこれも傑作ばかり　

日本の子供たちよ「漫画少年」を讀んで清く

明るく正しく伸びよ!!

```

昭和23年1月号（1947年12月20日発行）の「漫画少年」1号（創刊号）表紙裏の目次の頁に掲げられている。
原文は縦書き（行替えは原文通りとした）。文章は加藤謙一による。

## 掲載作品の例
- バット君（井上一雄、1948年1月創刊号 - 1949年3月号） - 井上の急死に伴い未完。その後、投稿作品を福井英一が補筆する形で連載が続行された（1949年10月号 - 1950年6月号）[5]。
- ジャングル大帝（手塚治虫、1950年11月号 - 1954年4月号） - 再刊のたびに改稿がなされており、現行の版は連載時とは大幅に異なる。
- ドンマイ君（福井英一）
- 火の鳥 黎明編（漫画少年版）（手塚治虫、1954年7月号 - 1955年5月号） - 未完。現在普通に刊行されている「黎明編」は、後の時代に虫プロ商事の『COM』で連載された作品であり、ストーリー展開が異なる。
- 二級天使（石森章太郎、1955年1月号 - 10月号）

## 主な投稿者
投稿者の多くは漫画家になったが、貸本漫画家になりくすぶったまま消えていった漫画家も数多く存在する。なお、藤子不二雄Ⓐや永田竹丸はつのだじろうを『漫画少年』投稿組の一人に挙げているが、つのだ自身によると島田啓三の添え状によりいきなり3ページの漫画でデビューしたそうである。またさいとう・たかをは友人に誘われて一度だけ投稿したものの、悪い見本として取り上げられ、手塚治虫に酷評されたという。つげ義春は『漫画少年』常連投稿者の内山安二たちとは頻繁に文通していたが、自らは投稿しなかった。その理由について、つげは「入選してバッジもらうくらいじゃ『漫画少年』に投稿したくなかった」「当時は貧乏のどん底ですから、ひたすら金が欲しかった」と説明している。小林カツ代は中学生時代に漫画に熱中しており、『漫画少年』にも投稿していた。
- 赤塚不二夫[6]
- 有川旭一
- 石川球太
- 石川フミヤス
- 石ノ森章太郎[6]
- 板井れんたろう
- 伊東章夫[6]
- 井上一雄
- 内山安二[6]
- 楳図かずお[11]
- オオトモヨシヤス
- 大倉舜二
- 黒田征太郎[11]
- 桑田次郎
- 小林カツ代
- 小松左京
- 桜井昌一
- 佐藤まさあき[11]
- 篠山紀信[11]
- 清水哲男
- 鈴木伸一[6]
- タイガー立石
- 高井研一郎
- 田島征三
- 多田ヒロシ[6]
- 辰巳ヨシヒロ
- 田名網敬一[12]
- 棚下照生
- 筒井康隆[11]
- 寺田ヒロオ
- 徳南晴一郎
- トチボリ茂
- 永田竹丸[11]
- 長谷邦夫
- 西岡たか史[6]
- ヒモトタロウ（ただし、変名で投稿）
- 平井和正[12]
- 藤子不二雄 - 1950年から1951年にかけて投稿作品が掲載された。1950年の終盤頃からは他誌に共通ペンネーム「手塚不二雄」でのアマチュア投稿も行っていたが『漫画少年』に掲載された入選作品はそれぞれが本名（安孫子素雄、藤本弘）で投稿したもの。
- 松本零士[6]
- 眉村卓[11]
- 水野良太郎[12]
- 森田拳次
- 山内ジョージ
- 山口太一
- 山根赤鬼
- 山根青鬼
- 吉富康夫
- 横尾忠則[12]
- 横田徳男
- 和田誠[11]

## 関連文献
- 寺田ヒロオ編著：『『漫画少年』史』、湘南出版社（1981年4月）。
- 加藤丈夫：「『漫画少年』物語 - 編集者・加藤謙一伝」、都市出版、ISBN 978-4901783040（2002年12月）。
- 「トキワ荘のヒーローたち～マンガにかけた青春～」、豊島区立郷土資料館［2009年度企画展図録］（2009年10月24日発行）※　企画展示（期間：2009年10月24日～12月6日）の図録。
- 講演会：東京芸術劇場×立教大学連携講座「池袋学」で、講師として加藤丈夫（独立行政法人国立公文書館館長、「漫画少年」の編集者・加藤謙一氏の四男）を迎えての講演「『漫画少年』とトキワ荘の時代－世界に広がるアニメブームのルーツを探る－」、於東京芸術劇場５Ｆシンフォニースペース（実施日時：2016年6月18日（土）PM14:00 - 16:00）。（ url=http://www.rikkyo.ac.jp/events/2016/06/17719/ ）。
- 藤子不二雄A（監修）：完全保存版「まんが道 大解剖」、三栄書房（サンエイムック）、ISBN 978-4-7796-3054-5（2017年4月13日）。
- 弘前市立郷土文学館（下白銀町）第42回企画展「名編集長・加藤謙一　－『少年倶楽部』から『漫画少年』へ－」(開催期間：2018年1月12日から12月28日まで）。